# 음력 4월 13일
음력 4월 13일은 음력 4월의 13번째 날이다.

## 사건
- 1592년 - 임진왜란이 발발하다.

## 문화
- 1997년 - KBS 1TV, KBS 2TV, MBC TV, SBS TV 등이 평일 오후 방송 시간을 오후 4시부터 다음날 새벽 1시까지로 조정했다.

## 탄생
- 1958년 - 대한민국의 가톨릭 신부 차동엽.
- 1986년 -
  - 대한민국의 태권도 선수 황경선.
  - 대한민국의 가수 SG 워너비의 김진호.
  - 대한민국의 가수 걸스데이의 소진.
- 1991년 - 대한민국 전 가수,배우 조아영.
- 1994년 - 대한민국의 스켈레톤 선수 윤성빈.

## 사망
- 1592년  - 조선의 이조판서-찬성 송상현.

## 같이 보기
- 음력 360일: 1월 2월 3월 4월 5월 6월 7월 8월 9월 10월 11월 12월
- 전날:4월 12일 다음날:4월 14일 - 전달:3월 13일 다음달:5월 13일
- 양력:4월 13일
- 음력, 윤달